# Struse (Schiffstyp)
Struse ist ein alter mitteleuropäischer Segelschiff- und Bootstyp. In der Hansezeit wurde die Struse hauptsächlich auf der Düna aber auch in Schweden zum Transport von feuchtigkeitsempfindlichen Ladungen wie z. B. Getreide eingesetzt. Um die Ladung vor Nässe zu schützen, wurde das Deck mit einer Lehmschicht abgedichtet. Gesteuert wurde die Struse durch zwei große Riemen (Ruder). Die Struse war etwa 15 bis 20 m lang und konnte bis zu 36 Lasten Frachtgut laden. Die Besatzung bestand meist aus fünf bis zehn Mann.
Es gab aber auch eine größere seegehende Variante der Struse, z. B. in der Flotte der Hansestadt Danzig.